# واپسین انسان

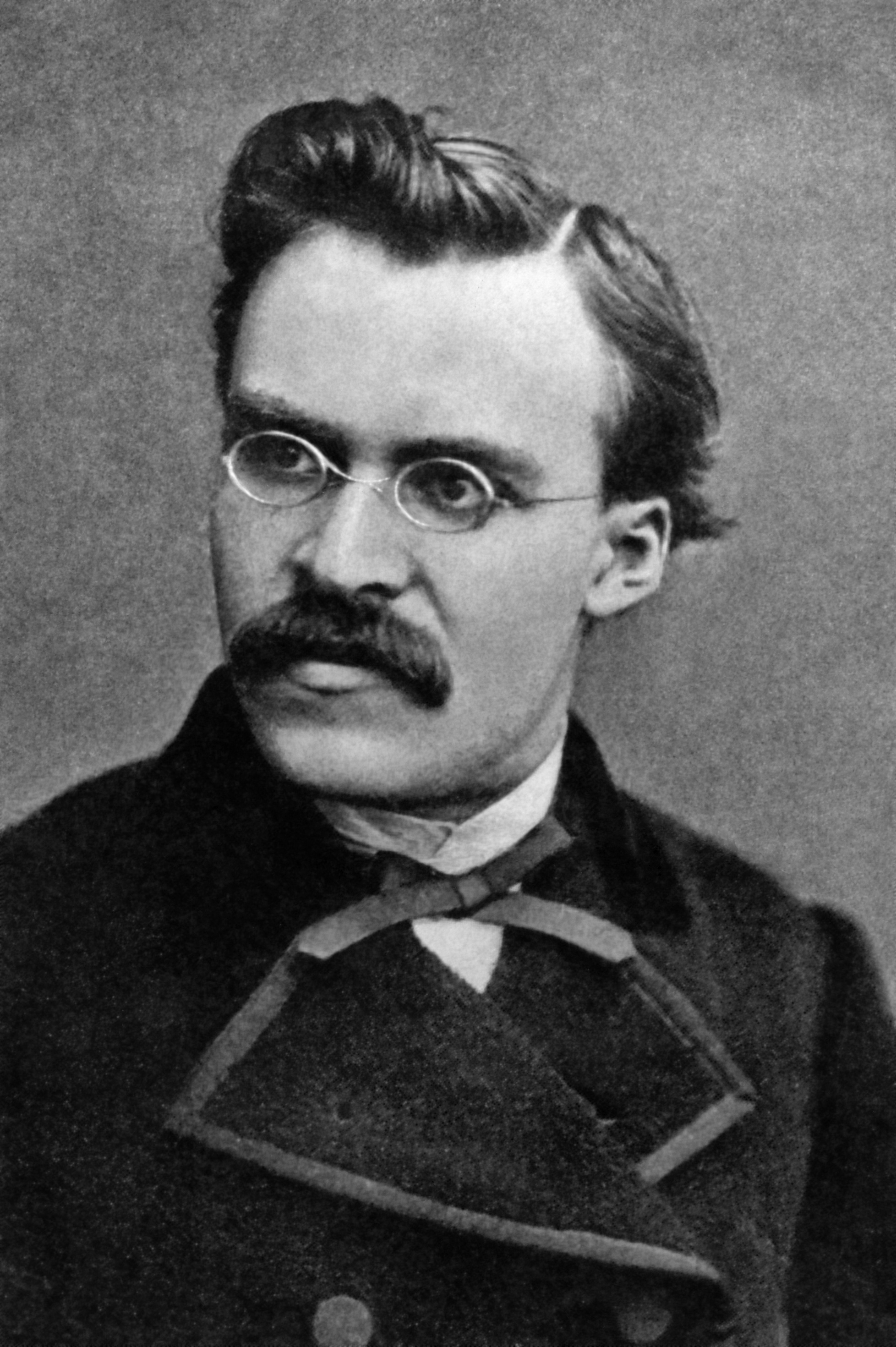
فریدریش نیچه، نویسنده کتاب چنین گفت زرتشت

واپسین انسان (آلمانی: Letzter Mensch) اصطلاحی است که از سوی فریدریش نیچه در کتاب چنین گفت زرتشت بیان شده‌است. مفهوم مورد نظر نیچه از «واپسین انسان»، خوارشمردنی‌ترین کسان است و کسانی که حقیرتر از انسان هستند.

## مفهوم واپسین انسان
در کتاب چنین گفت زرتشت پس از آنکه نیچه در چهار بند آغازین پیشگفتار، رسالت مهم و خطیر زرتشت را بیان می‌کند خیلی زود در بند پنجم، به این نتیجه می‌رسد که هنوز دهانی بهر این گوش‌ها نیست؛ هستند کسانی که هنوز او را در نمی‌یابند. اینجاست که او از خوار شمردنی‌ترین کسان و قابل تحقیرتر از انسان‌ها سخن به زبان می‌آورد: واپسین انسان
او در بخشی از نوشتار خود واپسین انسان را چنین توصیف می‌کند:
... انسانی که همه چیز را کوچک می‌کند. «ما خوشبختی را اختراع کرده‌ایم»: واپسین انسان‌ها چنین می‌گویند و چشمک می‌زنند… زیرک‌اند و از هرچه تاکنون روی داده‌است با خبرند: پس بر همه چیز خنده می‌زنند. هنوز با هم می‌ستیزند، اما زود با هم می‌سازند؛ مبادا معده‌شان خراب شود! خوشی‌های کوچک روزانه‌ای دارند و خوشی‌های کوچک شبانه‌ای. اما نگران تندرستی خویش نیز هستند…